# Vitus Béring
Pour les articles homonymes, voir Béring.
Vitus Jonassen Béring (parfois écrit Behring), né le 12 août 1681 à Horsens dans le Jutland, mort le 8 décembre 1741 (19 décembre dans le calendrier grégorien) sur l'île Béring, près de la péninsule du Kamtchatka, est un explorateur danois au service de la marine russe, un capitaine-komandor connu parmi les marins russes sous le nom d'« Ivan Ivanovitch Bering ».
Il (re)découvrit après le pomor Simon Dejnev et plus officiellement le détroit auquel on a attribué ensuite son nom, comme les îles du Commandeur / Komandorski où il est enterré portent celui de son titre, détroit séparant l'Asie et l'Amérique, ainsi que les côtes de la région (Kamtchatka, Îles Aléoutiennes, Alaska, etc.).

## Biographie

### Jeunesse
Vitus Béring naît dans la ville portuaire de Horsens au Danemark, fils d'Anne Pedderdatter et de Jonas Svendsen, inspecteur des douanes et commissaire d'église. Il est baptisé dans l'église luthérienne le 12 août 1681, du nom d'un grand-oncle maternel, Vitus Pedersen Béring, qui était chroniqueur à la cour royale et qui n'était pas mort depuis longtemps au moment de la naissance de Vitus Jonassen Béring. La famille jouit d'une sécurité financière raisonnable. Les deux demi-frères aînés de Vitus sont tous deux inscrits à l'Université de Copenhague. Béring ne fait pas de même et s'engage sur un navire à l'âge de 15 ans.
Entre 1696 et 1704, Béring parcourt les mers, atteignant l'Inde et les Indes orientales néerlandaises, tout en trouvant le temps de suivre une formation d'officier de marine à Amsterdam. Il prétend également plus tard (et, semble-t-il, non sans quelques raisons) avoir servi sur des baleiniers danois dans l'Atlantique Nord, visitant des colonies européennes des Caraïbes et de la côte Est de l'Amérique du Nord. C'est cependant à Amsterdam qu'en 1704, sous la direction de l'amiral russe d'origine norvégienne Cornelius Cruys (en), Béring s'enrôle dans la marine russe et reçoit le grade de sous-lieutenant. Il est promu à plusieurs reprises dans une marine qui évolue rapidement à l'instigation de Pierre le Grand, pour devenir capitaine en second en 1720. Il semble qu'il n'ait pas participé à des batailles navales, mais qu'il ait commandé plusieurs navires dans le cadre de missions potentiellement dangereuses, y compris le transport d'un navire de la mer d'Azov, sur la côte sud de la Russie, à la Baltique, sur sa côte nord. Son travail dans les dernières étapes de la grande guerre du Nord qui s'est terminée en 1721, par exemple, a été dominé par les travaux d'allègement.
Le 8 octobre 1713, Vitus Béring épouse Anna Christina Pülse, fille d'un marchand suédois et âgée d'environ onze ans de moins que lui. La cérémonie a lieu dans l'église luthérienne de Vyborg, récemment prise à la Suède. Au cours des dix-huit années suivantes, ils ont neuf enfants, dont quatre arrivent à l'âge adulte. Pendant que Béring est dans la marine russe - en particulier dans le cadre de la grande guerre du Nord -, il ne peut passer beaucoup de temps avec Anna. À la fin de la guerre, en 1721, Béring n'est pas promu comme beaucoup de ses contemporains. Cette omission se révèle particulièrement embarrassante pour Anna, lorsqu'en 1724, sa sœur cadette, Eufemia, la devance en épousant Thomas Saunders, déjà contre-amiral malgré un service beaucoup moins long. Afin de sauver la face, Béring, alors âgé de 42 ans, décide de prendre sa retraite de la marine, obtenant deux mois de salaire et une promotion symbolique au grade de premier capitaine. Peu de temps après, la famille - Béring, son épouse Anna et ses deux jeunes fils - quittent Saint-Pétersbourg pour vivre avec la famille d'Anna à Vyborg. Après une période de chômage de cinq mois, Béring décide cependant de présenter une nouvelle demande à l'Amirauté. Le 2 octobre 1724, Béring, qui conserve le grade de premier capitaine qu'il a obtenu plus tôt dans l'année, est de retour en mer, commandant le Lesnoïe, un navire armé de 96 canons. Le Tsar aura bientôt une nouvelle mission pour lui.

### Première expédition du Kamtchatka

#### De Saint-Pétersbourg à Okhotsk
Le 29 décembre 1724, Pierre le Grand donne à Béring la direction d'un voyage vers l'est afin de cartographier les terres (et peut-être les mers) entre la frontière orientale de la Russie et le continent nord américain. Les préparatifs du voyage avaient commencé quelques années auparavant, mais son état de santé s'étant rapidement détérioré, le tsar avait ordonné que le processus soit accéléré, et c'est dans ce contexte que Béring, avec sa connaissance de l'océan Indien et de la côte Est de l'Amérique du Nord, ses bonnes compétences personnelles et son expérience du transport de marchandises, est choisi. Ses lieutenants pour le voyage, qui allait devenir connu sous le nom de Première expédition du Kamtchatka, sont le Danois Martin Spangberg et le Russe Alekseï Tchirikov, un instructeur naval respecté et instruit, mais relativement peu expérimenté. Ils perçoivent un salaire annuel d'environ 180 roubles pendant le voyage, tandis que Béring en reçoit 480. Les derniers documents de Pierre le Grand avant sa mort, le 28 janvier, indiquent clairement à Béring qu'il doit se rendre dans la péninsule du Kamtchatka, y construire un ou deux navires et, en gardant la terre sur sa gauche, naviguer vers le nord jusqu'à ce que la terre tourne vers l'ouest, indiquant clairement qu'il existe une mer entre l'Asie et l'Amérique du Nord. Des instructions sont également émises pour le cas où l'Amérique du Nord serait aperçue par l'expédition, qui doit durer trois ans. La route naturelle vers le Kamtchatka longe les affluents de la Léna, mais après le traité de Nertchinsk (1689), cela semble politiquement irréalisable. Au lieu de cela, il est décidé que Béring se déplace par voie terrestre et fluviale de Saint-Pétersbourg à Okhotsk, une petite ville portuaire de la côte est de la Russie, puis par la mer d'Okhotsk à la péninsule du Kamchatka, où il pourra commencer le voyage d'exploration. Le 24 janvier, Tchirikov part avec 26 des 34 membres de l'expédition le long des routes très fréquentées vers Vologda, à 661 km à l'est. Après avoir attendu que les papiers nécessaires soient remplis, Béring et les autres membres de l'expédition suivent le 6 février. Béring reçoit les quelques cartes que Pierre le Grand avait fait établir au cours des années précédentes.
Les deux groupes utilisent des traîneaux tirés par des chevaux et avancent rapidement pendant les premières étapes du voyage. Le 14 février, ils se rejoignent à Vologda et se dirigent ensemble vers l'est à travers les montagnes de l'Oural, arrivant dans la petite ville de Tobolsk (une des principales étapes du voyage) le 16 mars. Ils ont déjà parcouru plus de 2 800 kilomètres. À Tobolsk, Béring engagea plus d'hommes pour aider le groupe à franchir les étapes plus difficiles qui les attendent. Il en demande 24 de plus à la garnison, avant de porter la demande à 54, après avoir appris que le navire dont le groupe avait besoin à Okhotsk (le Vostok) aurait besoin d'une main-d'œuvre importante pour le réparer. En fin de compte, le gouverneur ne peut en fournir que 39, mais cela représente tout de même une augmentation importante des effectifs de l'expédition. En outre, Béring veut 60 charpentiers et 7 forgerons ; le gouverneur répond que la moitié d'entre eux devront être embauchés plus tard, à Ienisseïsk. Après quelques retards dans la préparation de l'équipement et des fonds, le 14 mai, le groupe, désormais beaucoup plus nombreux, quitte Tobolsk en direction d'Irtych. La route jusqu'au prochain point d'arrêt majeur, Iakoutsk, est très fréquentée, mais rarement par des groupes aussi importants que celui de Béring, qui a la difficulté supplémentaire d'avoir à engager plus d'hommes au fur et à mesure que le voyage avance. En conséquence, le groupe prend du retard, atteignant Sourgout le 30 mai et Makovsk à la fin juin, avant d'entrer à Ienisseïsk, où des hommes supplémentaires peuvent être engagés, dont Béring dira plus tard que « peu étaient appropriés ». Quoi qu'il en soit, l'expédition quitte Ienisseïsk le 12 août, ayant désespérément besoin de rattraper le temps perdu. Le 26 septembre, ils arrivent à Ilimsk, trois jours seulement avant que le fleuve ne gèle. Après avoir parcouru 130 kilomètres jusqu'à Oust-Kout, une ville sur la Léna où ils peuvent passer l'hiver, Béring se rend dans la ville d'Irkoutsk à la fois pour se faire une idée des conditions et pour demander conseil sur la meilleure façon de traverser les montagnes séparant Iakoutsk (leur prochain arrêt) d'Okhotsk sur la côte.
Après avoir quitté Oust-Kout, lorsque la glace de la rivière fond au printemps 1726, l'expédition descend le fleuve Léna pour atteindre Iakoutsk dans la première moitié de juin. Malgré la nécessité de se dépêcher et d'envoyer des hommes à l'avance, le gouverneur tarde à leur accorder les ressources dont ils ont besoin, ce qui provoque des menaces de la part de Béring. Le 7 juillet, Spangberg part avec un détachement de 209 hommes et une grande partie de la cargaison ; le 27 juillet, l'apprenti constructeur naval Fiodor Kozlov conduit un petit groupe à Okhotsk avant Spangberg, à la fois pour préparer les provisions et pour commencer à réparer le Vostok et construire un nouveau navire (le Fortuna) nécessaire pour transporter l'expédition à travers la baie, d'Okhotsk à la péninsule du Kamtchatka. Béring lui-même part le 16 août, alors qu'il avait été décidé que Tchirikov suivrait le printemps suivant avec de la farine fraîche. Le voyage est aussi difficile que Béring l'avait prévu. Des hommes et des chevaux meurent, tandis que d'autres hommes (46 du seul groupe de Béring) désertent avec leurs chevaux et une partie du ravitaillement alors qu'ils luttent pour construire des routes à travers des marais et des rivières difficiles. Si le groupe de Béring (qui atteignit Okhotsk en octobre) va mal, celui de Spangberg est dans une situation encore pire. Ses bateaux lourdement chargés ne peuvent pas être remorqués de plus d'1,6 kilomètre par jour - et ils ont environ 1 100 kilomètres à parcourir. Lorsque les rivières gèlent, la cargaison est transférée dans des traîneaux et l'expédition poursuit sa route, avec des blizzards et de la neige jusqu'à la taille. Même les provisions laissées par Béring à la Croix de Youdoma ne peuvent éviter la famine. Le 6 janvier 1727, Spangberg et deux autres hommes, qui avaient formé ensemble un détachement précurseur transportant les articles les plus importants pour l'expédition, atteignent Okhotsk ; dix jours plus tard, soixante autres les rejoignirent, mais beaucoup sont malades. Les équipes envoyées par Béring le long de la piste depuis Okhotsk secourent sept hommes et une grande partie de la cargaison qui avait été laissée sur place. Les habitants d'Okhotsk décrivent l'hiver comme le pire dont ils se souviennent ; Béring saisit la farine des villageois pour les membres de son expédition et, par conséquent, le village tout entier fait rapidement face à la menace de la famine. L'explorateur raconta plus tard que c'est seulement l'arrivée d'un détachement précurseur du groupe de Tchirikov en juin avec 27 tonnes de farine qui permit de nourrir ses hommes (qui avaient alors diminué en nombre).

#### D'Okhotsk au Kamtchatka et au-delà
Le Vostok est préparé et le Fortuna construit à un rythme rapide. Le premier groupe (48 hommes commandés par Spangberg et comprenant ceux qui doivent commencer à travailler sur les navires qui doivent être construits au Kamtchatka même dès que possible) part en juin 1727. Tchirikov lui-même arriva à Okhotsk peu après, apportant d'autres provisions. Il a eu un voyage relativement facile, ne perdant aucun de ses hommes et seulement dix-sept des 140 chevaux avec lesquels il était parti. Le 22 août, le reste du groupe s'embarque pour le Kamtchatka. Si la route avait été cartographiée, ils auraient pu faire le tour de la péninsule et faire escale sur sa côte est ; vu que ce n'est pas le cas, ils doivent débarquer à l'ouest de la péninsule et faire un voyage éprouvant depuis la colonie de Bolcheretsk au sud-ouest, vers le nord jusqu'au poste supérieur du Kamtchatka et ensuite à l'est le long du fleuve Kamtchatka, vers le poste inférieur. Le groupe de Spangberg le fait avant que la rivière ne gèle ; ensuite, un groupe dirigé par Béring termine une dernière étape d'environ 930 kilomètres par voie de terre ; et finalement, au printemps 1728, le dernier groupe à quitter Bolcheretsk, dirigé par Tchirikov, atteint le poste inférieur du Kamchatka. L'avant-poste se trouvait à 9 650 kilomètres de Saint-Pétersbourg et le voyage lui-même (la première fois que « tant de gens étaient allés si loin ») a duré environ trois ans. Le manque de nourriture à disposition du détachement précurseur de Spangberg ralentit leur progression, qui s'accélère ensuite considérablement après que le groupe de Béring et Tchirikov a reçu ses provisions. En conséquence, le navire construit (nommé l'Archange Gabriel) est prêt à être mis à l'eau dès le 9 juin 1728 à partir de son point de construction en amont de la rivière à Ouchka. Il est ensuite entièrement gréé et approvisionné le 9 juillet, et le 13 juillet, il prend la mer en aval, mouillant au large ce soir-là. Le 14 juillet, le groupe de Béring commence sa première exploration, longeant la côte non pas vers le nord (comme ils s'y attendaient), mais vers le nord-est. Le journal de bord du navire fait état de divers points de repère repérés (y compris l'île Saint-Laurent), dont bon nombre sont nommés par l'expédition. Cependant, des problèmes de langue entravent la tentative d'exploration, car Béring ne peut pas discuter de la géographie locale avec les gens du pays qu'il rencontre. Plus au nord, Béring entre pour la première fois dans le détroit qui portera plus tard son nom.
Atteignant un cap (que Tchirikov nomma cap Tchoukotski (en)), la côte s'oriente vers l'ouest et Béring demande à ses deux lieutenants, le 13 août 1728, s'ils peuvent raisonnablement penser qu'elle se dirige définitivement vers l'ouest, c'est-à-dire s'ils ont prouvé qu'Asie et Amérique sont des masses terrestres séparées. L'avancée rapide des glaces incite Béring à prendre la décision controversée de ne pas s'écarter de son mandat : le navire naviguera encore quelques jours avant de faire demi-tour. L'expédition n'est ni parvenue au point le plus à l'est de l'Asie (comme Béring l'a supposé), ni à découvrir la côte américaine de l'Alaska qui, par temps clair, aurait été visible vers l'est,. Comme promis, le 16 août, le Béring repart vers le Kamtchatka. Après qu'une tempête impose des réparations hâtives, le navire est de retour à l'embouchure du fleuve Kamtchatka, cinquante jours après son départ. La mission est à son terme, mais le groupe doit encore rentrer à Saint-Pétersbourg pour documenter le voyage (évitant ainsi le sort de Simon Dejnev qui, à l'insu de Béring, avait fait une expédition similaire 80 ans auparavant). Au printemps 1729, le Fortuna, qui a fait le tour de la péninsule du Kamtchatka pour acheminer le matériel au poste inférieur du Kamtchatka, retourne à Bolcheretsk ; et peu après, le Gabriel le fait aussi. Le retard est dû à un voyage de quatre jours que Béring a entrepris directement vers l'est à la recherche de l'Amérique du Nord, sans succès, ne faisant que redécouvrir l'île Ratmanov, la plus occidentale des îles Diomède, déjà découvertes par Dejnev. En juillet 1729, les deux navires sont de retour à Okhotsk, où ils sont amarrés le long du Vostok ; l'expédition, n'ayant plus besoin de transporter du matériel de construction navale, arrive à temps sur le chemin du retour depuis Okhotsk et, le 28 février 1730, Béring est de retour dans la capitale russe. En décembre 1731, il reçoit 1 000 roubles et est promu capitaine commandant, son premier grade noble (Spangberg et Tchirikov sont également promus capitaines). Ce fut une expédition longue et coûteuse, qui provoqua la mort de quinze hommes et dégrada les relations entre la Russie et les peuples autochtones de la région. Elle fournit cependant de nouvelles informations utiles (bien qu'imparfaites) sur la géographie de la Sibérie orientale et présenta des preuves utiles que l'Asie et l'Amérique du Nord étaient séparées par mer. Béring ne le prouva toutefois pas de manière absolue.

### Deuxième expédition du Kamtchatka et décès

#### Préparatifs
Béring propose rapidement une deuxième expédition au Kamtchatka, beaucoup plus ambitieuse que la première et avec l'objectif explicite de naviguer vers l'est à la recherche de l'Amérique du Nord. La situation politique dans l'Empire russe est toutefois difficile, ce qui entraîne des retards. Dans l'intervalle, les Béring jouissent de leur nouveau statut et de leur nouvelle richesse : nouvellement ennoblis, ils ont une nouvelle maison et un nouveau cercle social. Béring fait également un legs aux pauvres de Horsens, a deux enfants avec Anna et tente même d'établir ses armoiries familiales. La proposition d'expédition, lorsqu'elle est acceptée, est une affaire importante, qui implique 600 personnes dès le début et plusieurs centaines de personnes supplémentaires pendant l'expédition. Bien que Béring semble s'être surtout intéressé à débarquer en Amérique du Nord, il reconnaît l'importance des objectifs secondaires, dont la liste s'allonge rapidement sous la direction des planificateurs Nikolaï Fedorovitch Golovine (chef de l'Amirauté), Ivan Kirilov, un homme politique de haut rang intéressé par la géographie, et Andreï Osterman, un proche conseiller de la nouvelle impératrice, Anna Ivanovna. Alors que Béring attend qu'Anne renforce son emprise sur le trône, Kirilov et lui cherchent un nouvel administrateur plus fiable pour gérer Okhotsk et pour commencer à améliorer les routes entre Iakoutsk et le village côtier. Leur choix pour le poste d'administrateur, fait à distance, était Grigori Skorniakov-Pissarev ; peut-être le moins mauvais candidat, il se révélera néanmoins être un mauvais choix. Quoi qu'il en soit, Skorniakov-Pissarev reçoit l'ordre en 1731 de se rendre à Okhotsk, avec des instructions pour l'agrandir et en faire un port approprié. Il ne part pour Okhotsk que quatre ans plus tard, alors que l'expédition de Béring (pour laquelle Okhotsk était censée avoir été préparée) n'est pas loin.
En 1732, cependant, Béring est encore au stade de la planification à Moscou, après avoir pris un congé de courte durée pour Saint-Pétersbourg. Mieux positionné, Kirilov surveille les développements, il voit non seulement la possibilité de découvrir l'Amérique du Nord, mais aussi de cartographier toute la côte arctique, de trouver une bonne route vers le Japon, de débarquer sur les îles Chantar et même de prendre contact avec l'Amérique espagnole. Le 12 juin, le Sénat approuve le financement d'un contingent académique pour l'expédition, et trois universitaires - Johann Georg Gmelin (historien de la nature), Louis de l'Isle de la Croyère (astronome) et Gerhard Friedrich Müller (anthropologue) - sont sélectionnés par l'Académie des sciences. Owen Brazil, né à Moscou mais d'origine irlandaise, est choisi comme quartier-maître de l'expédition et chargé de l'emballage et de l'entreposage des fournitures, telles que les saucisses et les biscuits. Béring est sceptique vis-à-vis de cette expansion de la taille proposée pour l'ensemble de l'expédition, étant donné les pénuries alimentaires du premier voyage. Des propositions sont faites pour transporter des marchandises ou des hommes au Kamtchatka par mer via le Cap Horn, mais elles ne sont pas approuvées,. Mis à part un large rôle de supervision, les instructions personnelles données à Béring par l'amirauté sont étonnamment simples,. Données le 16 octobre 1732, elles ne consistent qu'à recréer sa première expédition, mais avec la tâche supplémentaire de se diriger vers l'est et de trouver l'Amérique du Nord (un exploit que Mikhaïl Gvozdev vient en fait de terminer, bien que cela ne soit pas connu à l'époque). Il est également suggéré à Béring de partager davantage son commandement avec Tchirikov, ce qui laisse penser que Béring, 51 ans, est lentement évincé. Par ailleurs, des instructions sont envoyées à Iakoutsk, Irkoutsk et Okhotsk de venir en aide à l'expédition. La naïveté, déjà commise lors de la première expédition, de penser que ces instructions seraient respectées, est donc à nouveau commise. D'autres idées peu réalistes comprennent des plans pour envoyer des navires vers le nord le long des fleuves Ob et Léna vers l'Arctique.

#### De Saint-Pétersbourg au Kamtchatka
Spangberg quitte Saint-Pétersbourg en février 1733 avec le premier (petit) détachement de la deuxième expédition, à destination d'Okhotsk. Tchirikov suit le 18 avril avec le contingent principal (500 personnes au départ, puis environ 3 000 après l'ajout des ouvriers). Après eux, le 29 avril, Béring part avec Anna et leurs deux plus jeunes enfants - leurs deux fils aînés restent chez des amis à Reval. Le contingent académique, y compris les trois professeurs, part en août. Béring et Tchirikov prennent bientôt la tête de l'expédition et la conduisent vers l'est, descendant sur Tobolsk pour l'hiver. L'arrivée d'un si grand groupe avec de si grandes demandes - et si peu après que Spangberg a fait des demandes similaires - met la ville sous pression. Béring et un petit détachement précurseur quittent Tobolsk à la fin février 1734, s'arrêtent à Irkoutsk pour acheter des cadeaux pour les tribus autochtones qu'ils rencontreront plus tard ; Béring arrive à Iakoutsk en août 1734. Le groupe principal, maintenant sous le commandement de Tchirikov, quitte Tobolsk en mai 1734, mais a un voyage plus difficile et qui exige une discipline sévère pour éviter les désertions. Néanmoins, il arrive à Iakoutsk en juin 1735. Tandis que Spangberg se dirige vers Okhotsk, Béring attend à Iakoutsk où il fait la fête pendant longtemps, préparant deux navires sur la Léna (l'un sera commandé par Vassili Prontchichtchev et l'autre par Peter Lassenius, puis par Dmitri Laptev). Tous deux doivent naviguer vers le nord et, au cours des années suivantes, cartographier la côte arctique et vérifier si elle est navigable. Néanmoins, Béring se rend vite compte qu'il s'est enlisé à Iakoutsk ; deux groupes envoyés vers l'est pour trouver une meilleure route vers la mer d'Okhotsk échouent (le second s'est toutefois rapproché beaucoup plus qu'il ne le pensait), et pourtant c'était une information dont l'expédition avait désespérément besoin. Béring décide de préparer une route terrestre similaire à celle qu'il a utilisée lors de la première expédition, en construisant à l'avance des huttes le long de la route, mais les travaux ne sont pas encore terminés à l'été 1737, tant les retards sont importants.
À Okhotsk, la situation n'est guère meilleure ; elle est « mal adaptée pour être un port permanent », et Skorniakov-Pissarev est lent à construire les bâtiments nécessaires. Spangberg est cependant en mesure de préparer les navires dont l'expédition a besoin. À la fin de 1737, le Gabriel a été réaménagé ; de plus, deux nouveaux navires, l'Archange Michel et le Nadejda, ont été construits et sont rapidement prêts pour un voyage au Japon, un pays avec lequel la Russie n'a jamais été en contact. La même année, Béring s'installe à Okhotsk. C'est la cinquième année de l'expédition, et les coûts originaux semblent maintenant ridicules par rapport aux coûts réels du voyage. Les coûts supplémentaires (300 000 roubles par rapport aux 12 000 prévus dans le budget) entraînent un appauvrissement de toute la région. Le 29 juin 1738, Spangberg part pour les îles Kouriles avec les trois navires qu'il a préparés. Après son départ, il y a d'autres retards, probablement dus à un manque de ressources naturelles. Au cours des trois années suivantes, Béring lui-même est de plus en plus régulièrement critiqué (son salaire a déjà été réduit de moitié en 1737 lorsque les quatre années initialement prévues se sont écoulées) ; les retards provoquent également des frictions entre Béring, Tchirikov (qui se sent trop limité) et Spangberg (qui trouve Béring trop faible dans ses rapports avec les populations locales). Les deux personnages clés qui avaient été si utiles à Béring à Saint-Pétersbourg au début des années 1730 (Saunders et Kirilov) sont maintenant décédés, et il y a des tentatives occasionnelles pour mettre fin à l'expédition ou pour remplacer Béring. Pendant ce temps, un quatrième navire, le Bolcheretsk, est construit et Spangberg (ayant identifié une trentaine des îles Kouriles lors de son premier voyage) conduit les quatre navires pour un second voyage, qui voit les premiers Russes débarquer au Japon. En août 1740, la principale expédition à destination de l'Amérique étant presque prête, Anna Béring retourne à Saint-Pétersbourg avec les jeunes enfants de Vitus. Béring ne reverra plus jamais sa femme. Ceux qui n'ont pas de place sur un bateau commencent aussi le long voyage de retour. Alors qu'ils partent, un messager arrive ; l'amirauté exige des informations sur les progrès réalisés. Béring cherche à gagner du temps, promettant un rapport partiel de Spangberg et un rapport plus complet plus tard.

#### Voyage en mer et décès
L'Okhotsk, un nouveau navire, part ensuite pour Bolcheretsk, où il arrive à la mi-septembre. Un autre nouveau navire, le Saint Pierre (Sviatoi Piotr), commandé par Béring lui-même, part également. Il est accompagné par son navire jumeau, le Saint Paul (Sviatoi Pavel) et la Nadejda. Retardés par le nauffrage du Nadejda sur un banc de sable, puis battus par une tempête au point de devoir rester à Bolcheretsk, les deux autres navires arrivent à destination, dans la baie d'Avatcha, au sud-est du Kamtchatka, le 6 octobre. La fondation de Petropavlovsk-Kamtchatski, y compris les entrepôts, les quartiers d'habitation et une balise, a été effectuée sur les ordres de Béring quelques mois auparavant. Béring baptise le village d'après ses navires. Au cours de l'hiver, Béring recrute pour le voyage à venir le naturaliste Georg Wilhelm Steller et termine le rapport qu'il avait promis d'envoyer à Saint-Pétersbourg. Dans le même temps, cependant, le meurtre de plusieurs Russes sous le commandement de Béring par des membres de tribus autochtones l'incite à envoyer des hommes armés dans le nord, avec l'ordre de ne pas utiliser la force si cela peut être évité. Apparemment, cela n'est pas possible, car le détachement tue plusieurs Koriaks dans la colonie d'Outkolotsk et réduit les autres en esclavage, les ramenant au sud. Steller est horrifié de voir les Koriaks torturés pour identifier les meurtriers. Ses plaintes éthiques, tout comme celles plus pratiques de Tchirikov auparavant, ne sont pas écoutées. De Petropavlovsk, Béring mene son expédition vers l'Amérique du Nord. 
Le 16 juillet 1741, l'expédition aperçoit le volcan Mont Saint-Élie, où il accoste brièvement. Son objectif atteint, malade et épuisé, Béring fait demi-tour. Le voyage de retour comprend alors la découverte de l'île Kodiak. Une tempête sépare les navires, mais Béring aperçoit la côte sud de l'Alaska, et un débarquement est effectué sur l'île Kayak ou dans les environs. Sous le commandement d'Alexeï Tchirikov, le deuxième navire découvre les côtes du nord-ouest de l'Amérique (l'archipel Alexandre de l'actuelle Alaska). Steller inventorie la faune qu'il observe, découvrant et décrivant plusieurs espèces de plantes et d'animaux indigènes du Pacifique Nord et de l'Amérique du Nord durant l'expédition (dont la rhytine de Steller et le geai de Steller). Béring est contraint de rentrer par des conditions défavorables et il découvre certaines des îles Aléoutiennes sur le chemin du retour. Un des marins décède et est enterré sur l'une de ces îles, et le groupe est nommé d'après lui (Îles Shumagin). 
Souffrant du scorbut comme beaucoup de membres de son équipage, Béring devient progressivement trop malade pour commander le navire, passant le contrôle à Sven Waxell. Les tempêtes, cependant, signifient que l'équipage du Saint Pierre est bientôt conduit à se réfugier sur une île inhabitée dans le groupe des îles Komandorski, au sud-ouest de la mer de Béring. Le 19 décembre 1741, Vitus Béring meurt sur l'île inhabitée située près de la péninsule du Kamtchatka, qui reçoit plus tard le nom d'île Béring en son honneur. Comme 28 hommes de sa compagnie, la mort de Béring fut communément attribuée au scorbut (bien que cela ait été depuis contesté) ; elle l'avait certainement affecté dans les derniers mois. La situation est encore désespérée pour l'expédition de Béring (maintenant dirigée par Waxell) : beaucoup d'entre eux, y compris Waxell, sont encore malades et le Saint Pierre est en mauvais état. En avril 1742, les membres de l'expédition se sont assurés qu'ils se trouvent sur une île. Ils décident de construire un nouveau navire à partir des restes du navire afin de rentrer chez eux. En août, ils étaient prêts, atteignant avec succès la baie d'Avatcha plus tard dans le mois. Là, le groupe découvre que Tchirikov avait mené une mission de sauvetage en 1741, à quelques kilomètres du groupe échoué. Sur 77 hommes à bord du Saint Pierre, 46 personnes seulement survivent aux épreuves de l'expédition, qui fait sa dernière victime un jour seulement avant d'arriver au port d'attache. Son constructeur, Starodoubtsev, rentre chez lui avec des récompenses gouvernementales et construira plus tard plusieurs autres navires.
En août 1991, les dépouilles de Béring et de cinq de ses marins sont découvertes par une expédition russo-danoise. Les corps sont transportés à Moscou où des médecins parviennent à reconstituer leur apparence. Les dents de Béring ne portaient pas de signe apparent de scorbut, conduisant à la conclusion qu'il est mort d'une autre maladie. En 1992, les corps de Béring et des autres marins sont inhumés sur l'île Béring.

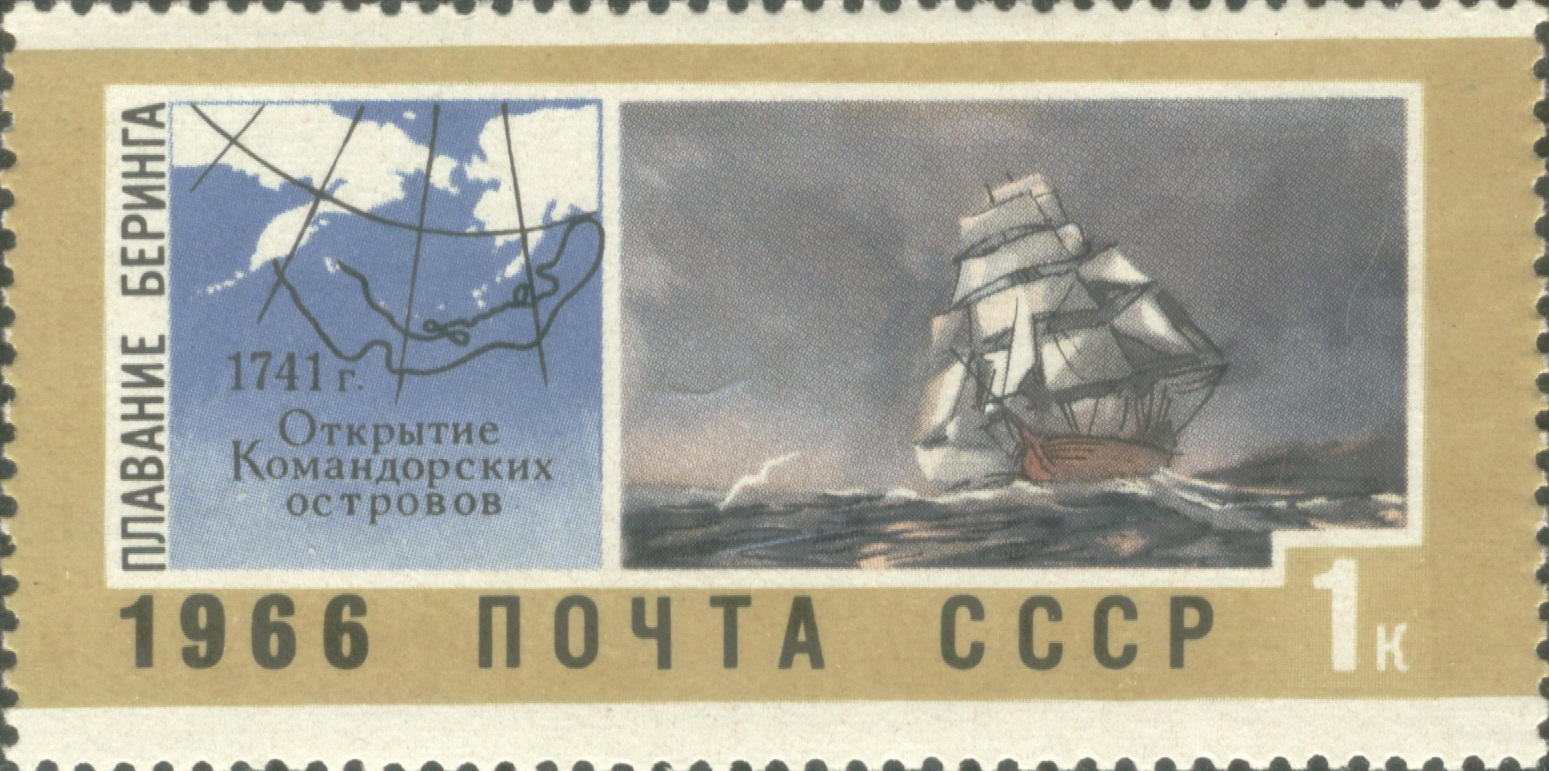
Timbre soviétique de 1966 représentant le second voyage de Béring et la découverte des Îles du Commandeur.

## Bilan des explorations de Béring

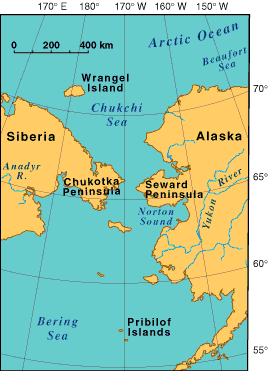
Détroit de Béring

Il est difficile d'évaluer l'ampleur des réalisations de Béring, car il n'est ni le premier Russe à voir l'Amérique du Nord (Mikhaïl Gvozdev fut le premier dans les années 1730), ni le premier Russe à traverser le détroit qui porte maintenant son nom (un honneur qui revient à l'expédition relativement inconnue de Simon Dejnev au xviie siècle). Les rapports de son second voyage ont été jalousement gardés par l'administration russe, ce qui a empêché que l'histoire de Béring soit racontée en entier pendant au moins un siècle après sa mort. Néanmoins, les réalisations de Béring, à la fois en tant qu'explorateur individuel et en tant que chef de la deuxième expédition, sont considérées comme substantielles. Par conséquent, le nom de Béring a depuis été utilisé pour le détroit de Béring (nommé ainsi par le capitaine James Cook malgré la connaissance de l'expédition précédente de Dejnev), la mer de Béring, l'île Béring, le glacier Béring et le pont terrestre de la Béringie.